# Krstac (gmina Sjenica)
Krstac (cyr. Крстац) – wieś w Serbii, w okręgu zlatiborskim, w gminie Sjenica. W 2011 roku liczyła 18 mieszkańców.